# Dieter Janke
Dieter Janke (* 12. März 1936 in Reichenbach im Eulengebirge; † 22. August 2012) war ein deutscher Metallurg und Hochschullehrer.

## Leben
Janke legte 1957 in der Robert-Koch-Schule in Clausthal-Zellerfeld das Abitur ab. Anschließend studierte er an der Bergakademie Clausthal Eisenhüttenkunde, 1962 beendete er das Studium, 1966 wurde er zum Dr.-Ing. promoviert. Ab 1962 wirkte er am Düsseldorfer Max-Planck-Institut für Eisenforschung, wo er ab 1980 die Arbeitsgruppe „Metallurgische Verfahrenstechnik“ leitete. Im Jahr 1977 erwarb er an der TU Clausthal mit der Habilitation die Lehrberechtigung für das Lehrgebiet „Allgemeine Metallurgie“, und 1983 wurde er an der TU Clausthal zum außerplanmäßigen Professor berufen.
Im Jahr 1992 übernahm er an der TU Bergakademie Freiberg den Lehrstuhl für Theorie metallurgischer Prozesse/Eisen- und Stahlerzeugung. Ab 1993 leitete er das Institut für Eisen- und Stahltechnologie, 2001 wurde er emeritiert.
Dieter Janke betreute über 50 Diplomarbeiten, 68 Promotionen und sechs Habilitationen. Besonderen Wert legte er auf die Zusammenarbeit mit östlichen Hochschulen. Er knüpfte Kooperationsbeziehungen zum Beispiel mit der Universität für Wissenschaft und Technik Peking, der Universität Miskolc und der Technischen Universität Ostrava. Die Nationale Metallurgische Akademie der Ukraine ernannte ihn 1999 zum Ehrendoktor, die Moskauer Technologische Universität (MISiS) verlieh ihm 2002 den Titel Ehrenprofessor. Im Jahr 2001 würdigte ihn die TU Bergakademie Freiberg mit einer Festschrift, 2016 wurde mit einem Ehrenkolloquium in Freiberg seiner gedacht.

## Veröffentlichungen (Auswahl)
- Elektrochemische und elektrische Untersuchungen im System Eisen-Phosphor-Sauerstoff-Kalk. Dissertation, TH Clausthal, 1966
- Elektrolytische Desoxidation von Metallschmelzen. Habilitationsschrift, TU Clausthal, 1977
- (mit Martin Lohoff): Verwertung von Reststoffen der Edelstahlherstellung. VDI-Verlag Düsseldorf, 1997. ISBN 3-18-346505-1
- (mit Eike Schulz und Hans-Jörn Weddige): Technologische, wirtschaftliche und umweltrelevante Aspekte der modernen Elektrostahlerzeugung. TU Bergakademie Freiberg, 2001, ISBN 3-86012-154-5
- (mit Jörg Hohlfeld): Entwicklung metallischer Kontaktwerkstoffe für kontinuierliche Sauerstoff- und Temperatur-Tauchmeßsonden. TU Bergakademie Freiberg, 2003, ISBN 3-86012-198-7